# Nephrotoma fumidapicalis
Nephrotoma fumidapicalis är en tvåvingeart som beskrevs av Alexander 1921. Nephrotoma fumidapicalis ingår i släktet Nephrotoma och familjen storharkrankar. Inga underarter finns listade i Catalogue of Life.